# Унтерэрендинген
Унтерэрендинген (нем. Unterehrendingen) — населённый пункт в Швейцарии, в кантоне Аргау.
Входит в состав округа Баден. Находится в составе коммуны Эрендинген. Население составляет 1657 человек (на 31 декабря 2004 года).
До 2005 года был самостоятельной коммуной (официальный код — 4116). 1 января 2006 года объединён с коммуной Оберэрендинген в новую коммуну Эрендинген.

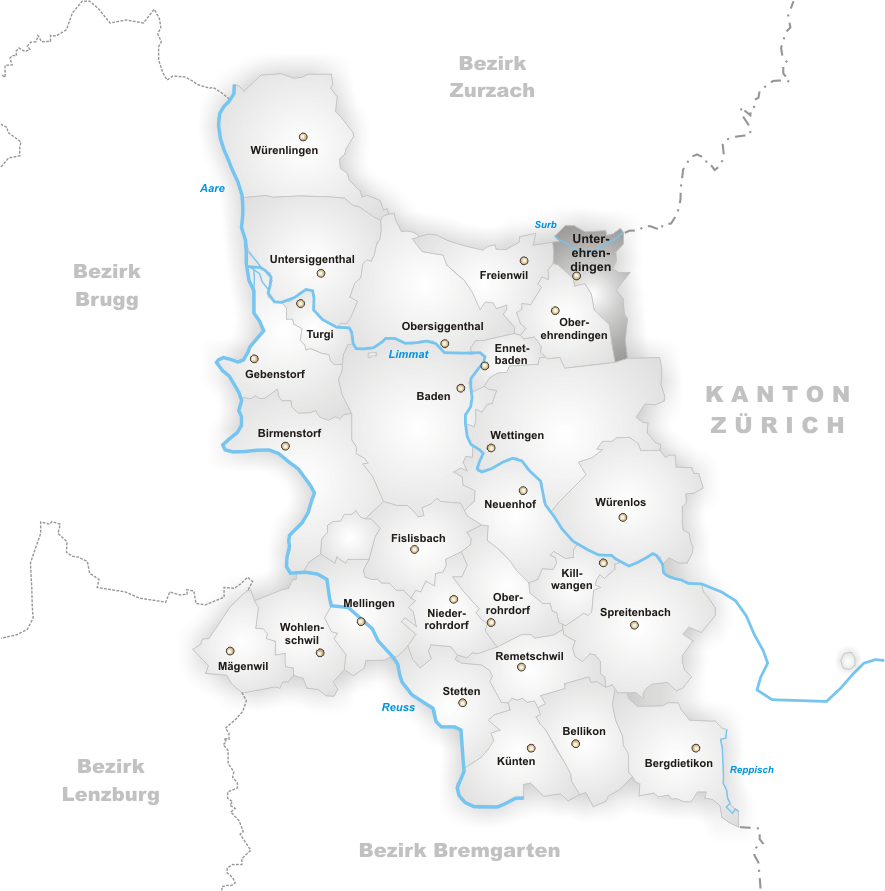
Расположение бывшей коммуны Унтерэрендинген